# Heimtierfutter auf Insektenbasis
Heimtierfutter auf Insektenbasis sind Futtermittel für Heimtiere, die aus verarbeiteten Insekten bestehen, die von Heimtieren wie Hunden oder Katzen verdaut werden können. Dafür werden spezielle Futterinsekten verwendet, die in eine Zulassung für den Einsatz in Futtermitteln haben.
Auf dem deutschen Markt ist eine begrenzte, aber wachsende Zahl von Produkten erhältlich, darunter Katzenfutter, Hundefutter und Leckerbissen für Haustiere auf Insektenbasis.

## Hintergrund und Potenzial
Die Verwendung von Insekten in Heimtierprodukten hat viele Vorteile, darunter auch Auswirkungen auf die Umwelt und die Nachhaltigkeit. Die Heimtierfutterindustrie hat Wachstumspotenzial, da viele Insektenarten als neuartige Proteinquelle verwendet werden können. Es gibt auch alternative Verwendungsmöglichkeiten für Insekten, wie z. B. die Bekämpfung von Bluthochdruck und antioxidative Eigenschaften.

## Gründe für den Einsatz
Eine Herausforderung bei der Fütterung von Haustieren mit Nahrungsmittelunverträglichkeiten oder -empfindlichkeiten besteht darin, Proteinquellen zu finden, die ihren Magen-Darm-Trakt nicht reizen. Tierisches Eiweiß ist eine der Hauptursachen für Magen-Darm-Probleme, und Insektenprotein könnte eine alternative Quelle für diese Haustiere sein. Insekten haben das Potenzial, als neuartiges Protein in der Ernährung empfindlicher Tiere eingesetzt zu werden. Ein neuartiges Protein ist eine Proteinquelle, mit der das Tier bisher nicht in Berührung gekommen ist.

## Rechtlicher Rahmen und Zulassung
Die Verwendung von Insekten in Futtermitteln war in der Europäischen Union (EU) bisher durch die sogenannte „TSE-Verordnung“ (Artikel 7 und Anhang IV der Verordnung 999/2001) verboten. Im Juli 2017 wurde diese Verordnung überarbeitet und das Verbot von tierischen Proteinen teilweise aufgehoben, so dass Insekten in Fischfutter verwendet werden dürfen. Dies ging mit einer weiteren Änderung einher, durch die Insekten im Katalog der Futtermittel-Ausgangserzeugnisse der EU neu klassifiziert wurden. Diese Änderung bezieht sich speziell auf Fette und Proteine von Insekten, anstatt sie unter dem allgemeinen Titel tierische Erzeugnisse zu klassifizieren. Aufgrund dieser Änderung müssen die Hersteller nun die Art und das Lebensstadium des Insekts auf ihrem Produkt angeben. Auch neuartige Zutaten für Heimtierfutter müssen in Europa bestimmte strenge Vorschriften erfüllen, was die Zulassung neuer Zutaten zu einem langwierigen Prozess macht. Neuartige Zutaten müssen einer wissenschaftlichen Bewertung unterzogen werden, bevor sie als sicher für den Verzehr gelten, und für die Zulassung der Zutaten muss ein Sicherheitsbewertungsbericht erstellt werden. Darüber hinaus müssen alle tierischen Erzeugnisse für Heimtierfutter als für den menschlichen Verzehr geeignet eingestuft werden – eine Maßnahme zur Verhinderung der Ausbreitung von Zoonosekrankheiten – und die Betriebe, die das Heimtierfutter herstellen, müssen von zwei EU-Gesetzgebungsorganen zugelassen sein.

## Produkte und Markt
Laut einer Marktanalyse des Produzenten Protix gab es im Juni 2023 weltweit über 43 Marken, die Heimtiernahrung auf Insektenbasis anbieten. 35 davon stammen aus Europa. Heute gibt es auf dem europäischen Markt eine breite Palette von Futtermitteln mit unterschiedlichen Gehalten an Insekten, Getreide und Gemüse.